# Sport-Club Herford 1977-1978
Questa voce raccoglie le informazioni riguardanti l'Sport-Club Herford nelle competizioni ufficiali della stagione 1977-1978.

## Stagione
Nella stagione 1977-1978 l'Herford, allenato da Otmar Calder e Erhard Ahmann, concluse il campionato di 2. Bundesliga al 17º posto. In Coppa di Germania l'Herford fu eliminato al secondo turno dall'Homburg.

## Rosa
| N. |                     | Ruolo | Calciatore               |
| -- | ------------------- | ----- | ------------------------ |
|    | Germania (bandiera) | P     | Klaus-Dieter Derow       |
|    | Germania (bandiera) | P     | Fritz Herrndorf          |
|    | Germania (bandiera) | D     | Manfred Balcerzak        |
|    | Germania (bandiera) | D     | Peter Enders             |
|    | Germania (bandiera) | D     | Wolfgang Flüshöh         |
|    | Germania (bandiera) | D     | Jürgen-Michael Galbierz  |
|    | Germania (bandiera) | D     | Heinz Knüwe              |
|    | Germania (bandiera) | D     | Thomas Körber            |
|    | Germania (bandiera) | D     | Karl-Friedrich Stremming |
|    | Polonia (bandiera)  | C     | Ryszard Balcerzak        |
|    | Germania (bandiera) | C     | Wolfgang Balzereit       |

| N. |                     | Ruolo | Calciatore         |
| -- | ------------------- | ----- | ------------------ |
|    | Germania (bandiera) | C     | Herbert Bittner    |
|    | Germania (bandiera) | C     | Jürgen Fleer       |
|    | Germania (bandiera) | C     | Jürgen Heddinghaus |
|    | Germania (bandiera) | C     | Gert Ockenfels     |
|    | Germania (bandiera) | C     | Rolf Siekmann      |
|    | Germania (bandiera) | A     | Joachim Dzieciol   |
|    | Germania (bandiera) | A     | Bernd Laube        |
|    | Germania (bandiera) | A     | Uwe Pallaks        |
|    | Germania (bandiera) | A     | Volker Spazier     |
|    | Germania (bandiera) | A     | Manfred Wehmeier   |

## Organigramma societario
Area tecnica
- Allenatore: Erhard Ahmann
- Allenatore in seconda:
- Preparatore dei portieri:
- Preparatori atletici:

## Calciomercato

### Sessione estiva
| Acquisti | Acquisti           | Acquisti           | Acquisti |
| R.       | Nome               | da                 | Modalità |
| -------- | ------------------ | ------------------ | -------- |
| C        | Gert Ockenfels     | Bayreuth           |          |
| A        | Volker Spazier     | Union Solingen     |          |
| C        | Jürgen Fleer       | Preußen Münster    |          |
| C        | Jürgen Heddinghaus | Eintracht Nordhorn |          |
| P        | Fritz Herrndorf    | Homburg            |          |

| Cessioni | Cessioni        | Cessioni       | Cessioni |
| R.       | Nome            | a              | Modalità |
| -------- | --------------- | -------------- | -------- |
| C        | Dieter Suchanek | Union Solingen |          |
| A        | Jürgen Brunhorn | Bremerhaven    |          |
| D        | Bernd Usling    | FC Gohfeld     |          |

### Sessione invernale
| Acquisti | Acquisti                | Acquisti  | Acquisti |
| R.       | Nome                    | da        | Modalità |
| -------- | ----------------------- | --------- | -------- |
| D        | Jürgen-Michael Galbierz | Wuppertal |          |

| Cessioni | Cessioni | Cessioni | Cessioni |
| R.       | Nome     | a        | Modalità |
| -------- | -------- | -------- | -------- |

## Risultati

### 2. Bundesliga

#### Girone di andata
| Arbitro: | Herrmann |

|                 |           |              |
| Heddinghaus 67’ | Marcatori | 37’ Berghaus |

| Arbitro: | Barnick |

|  |           |              |
|  | Marcatori | 83’ Wehmeier |

| Arbitro: | Osmers |

|             |           |                                     |
| Pallaks 23’ | Marcatori | 2’ Albert 62’, 64’ Ludwig 74’ Graul |

| Arbitro: | Eggers |

|                              |           |                         |
| Hochheimer 67’ Kehr 69’, 83’ | Marcatori | 31’ Pallaks 89’ Flüshöh |

| Arbitro: | Richter |

|             |           |            |
| Pallaks 50’ | Marcatori | 23’ Ohling |

| Arbitro: | Broska |

|                           |           |                                |
| Plücken 26’ Lenz 75’, 89’ | Marcatori | 48’ Balcerzak 51’, 69’ Pallaks |

| Herford 10 settembre 1977 7ª giornata | Herford | 0 – 0 referto | Bayer Leverkusen | Ludwig-Jahn-Stadion (4 000 spett.)\| Arbitro: \| Hennig \| |
| Arbitro:                              | Hennig  |               |                  |                                                            |

| Arbitro: | Ahlenfelder |

|                       |           |             |
| Gede 20’ Petković 59’ | Marcatori | 70’ Bittner |

| Arbitro: | Jensen |

|                                           |           |  |
| Pallaks 23’, 28’, 80’ (rig.) Wehmeier 37’ | Marcatori |  |

| Arbitro: | Kaiser |

|                                              |           |            |
| Milewski 36’ Stiller 38’ (rig.) Wehmeyer 87’ | Marcatori | 2’ Flüshöh |

| Arbitro: | Meijerink |

|  |           |                    |
|  | Marcatori | 16’ Mrosko 89’ Reh |

| Arbitro: | Teichert |

|  |           |                               |
|  | Marcatori | 79’ Dzieciol 84’, 88’ Pallaks |

| Arbitro: | Kornrumpf |

|           |           |          |
| Laube 57’ | Marcatori | 59’ Mill |

| Arbitro: | Waltert |

|             |           |                          |
| Brücken 72’ | Marcatori | 57’ Pallaks 74’ Dzieciol |

| Arbitro: | Redelfs |

|                            |           |  |
| Laube 45’, 78’ Flüshöh 60’ | Marcatori |  |

| Arbitro: | Halfter |

|                              |           |  |
| Sackewitz 26’ Eilenfeldt 31’ | Marcatori |  |

| Arbitro: | Kohnen |

|                                     |           |             |
| Funkel 14’ (rig.), 34’ Mattsson 30’ | Marcatori | 60’ Bittner |

| Arbitro: | Heymann |

|             |           |                      |
| Bittner 74’ | Marcatori | 60’ Hammes 83’ Drews |

| Arbitro: | Uhlig |

|                                             |           |                                     |
| van Dyk 29’ Bone 53’, 63’, 90’ Montanes 78’ | Marcatori | 9’ Dzieciol 66’ Pallaks 84’ Bittner |

#### Girone di ritorno
| Arbitro: | Zittrich |

|                                  |           |             |
| Hayduk 11’ Fagot 64’ Pröpper 84’ | Marcatori | 47’ Bittner |

| Arbitro: | Lins |

|                                       |           |            |
| Laube 13’ Pallaks 50’ Heddinghaus 73’ | Marcatori | 38’ Hußner |

| Arbitro: | Horeis |

|                                           |           |                 |
| Graul 26’ (rig.) Mödrath 59’ Fritsche 61’ | Marcatori | 54’ Heddinghaus |

| Arbitro: | Kohnen |

|              |           |           |
| Wehmeier 86’ | Marcatori | 6’ Stradt |

| Arbitro: | Osmers |

|                           |           |           |
| Brexendorf 15’ Ohling 67’ | Marcatori | 75’ Knüwe |

| Arbitro: | Glasneck |

|  |           |                  |
|  | Marcatori | 69’, 83’ Plücken |

| Leverkusen 18 febbraio 1978 26ª giornata | Bayer Leverkusen | 0 – 0 referto | Herford | Kleines-Haberland-Stadion (1 000 spett.)\| Arbitro: \| Pauly \| |
| Arbitro:                                 | Pauly            |               |         |                                                                 |

| Arbitro: | Hennig |

|              |           |                     |
| Siekmann 15’ | Marcatori | 39’ (rig.) Petković |

| Arbitro: | Osmers |

|                                             |           |  |
| Offermanns 52’ Rohde 83’ Reiners 87’ (rig.) | Marcatori |  |

| Arbitro: | Gathmann |

|             |           |                         |
| Flüshöh 31’ | Marcatori | 55’ Milewski 79’ Wunder |

| Arbitro: | Herrmann |

|  |           |           |
|  | Marcatori | 23’ Laube |

| Arbitro: | Halfter |

|                                             |           |  |
| Pallaks 19’ Wehmeier 85’ Mattner 88’ (aut.) | Marcatori |  |

| Arbitro: | Kaiser |

|                      |           |  |
| Hrubesch 4’ Mill 89’ | Marcatori |  |

| Arbitro: | Möller |

|                              |           |  |
| Laube 10’ Bittner 84’ (rig.) | Marcatori |  |

| Arbitro: | Kornrumpf |

|  |           |                     |
|  | Marcatori | 34’ Laube 85’ Fleer |

| Arbitro: | Wichmann |

|                          |           |  |
| Flüshöh 47’ Wehmeier 49’ | Marcatori |  |

| Arbitro: | Wippker |

|                            |           |                       |
| Flüshöh 35’ Laube 36’, 44’ | Marcatori | 18’ Finnern 52’ Wloka |

| Arbitro: | Pauly |

|                           |           |  |
| Hammes 60’, 88’ Drews 75’ | Marcatori |  |

| Herford 27 maggio 1978 38ª giornata | Herford | 0 – 0 referto | Alemannia Aquisgrana | Ludwig-Jahn-Stadion (8 000 spett.)\| Arbitro: \| Eggers \| |
| Arbitro:                            | Eggers  |               |                      |                                                            |

### Coppa di Germania
| Arbitro: | Glasneck |

|                   |           |                             |
| Götz 64’ Jung 74’ | Marcatori | 13’ (aut.) Pecl 78’ Pallaks |

| Arbitro: | Gabor |

|                                  |           |  |
| Heddinghaus 26’ Pallaks 31’, 56’ | Marcatori |  |

| Arbitro: | Scheffner |

|                       |           |  |
| Pankotsch 5’, 7’, 44’ | Marcatori |  |

## Statistiche

### Statistiche di squadra
| Competizione      | Punti | In casa | In casa | In casa | In casa | In casa | In casa | In trasferta | In trasferta | In trasferta | In trasferta | In trasferta | In trasferta | Totale | Totale | Totale | Totale | Totale | Totale | DR |
| Competizione      | Punti | G       | V       | N       | P       | Gf      | Gs      | G            | V            | N            | P            | Gf           | Gs           | G      | V      | N      | P      | Gf     | Gs     | DR |
| ----------------- | ----- | ------- | ------- | ------- | ------- | ------- | ------- | ------------ | ------------ | ------------ | ------------ | ------------ | ------------ | ------ | ------ | ------ | ------ | ------ | ------ | -- |
| 2. Bundesliga     | 33    | 19      | 7       | 7       | 5       | 28      | 20      | 19           | 5            | 2            | 12           | 23           | 38           | 38     | 12     | 9      | 17     | 51     | 58     | -7 |
| Coppa di Germania | -     | 1       | 1       | 0       | 0       | 3       | 0       | 2            | 0            | 1            | 1            | 2            | 5            | 3      | 1      | 1      | 1      | 5      | 5      | 0  |
| Totale            | 33    | 20      | 8       | 7       | 5       | 31      | 20      | 21           | 5            | 3            | 13           | 25           | 43           | 41     | 13     | 10     | 18     | 56     | 63     | -7 |

### Andamento in campionato
| Giornata  | 1  | 2 | 3  | 4  | 5  | 6  | 7  | 8  | 9  | 10 | 11 | 12 | 13 | 14 | 15 | 16 | 17 | 18 | 19 | 20 | 21 | 22 | 23 | 24 | 25 | 26 | 27 | 28 | 29 | 30 | 31 | 32 | 33 | 34 | 35 | 36 | 37 | 38 |
| --------- | -- | - | -- | -- | -- | -- | -- | -- | -- | -- | -- | -- | -- | -- | -- | -- | -- | -- | -- | -- | -- | -- | -- | -- | -- | -- | -- | -- | -- | -- | -- | -- | -- | -- | -- | -- | -- | -- |
| Luogo     | C  | T | C  | T  | C  | T  | C  | T  | C  | T  | C  | T  | C  | T  | C  | T  | T  | C  | T  | T  | C  | T  | C  | T  | C  | T  | C  | T  | C  | T  | C  | T  | C  | T  | C  | C  | T  | C  |
| Risultato | N  | V | P  | P  | N  | N  | N  | P  | V  | P  | P  | V  | N  | V  | V  | P  | P  | P  | P  | P  | V  | P  | N  | P  | P  | N  | N  | P  | P  | V  | V  | P  | V  | V  | V  | V  | P  | N  |
| Posizione | 11 | 6 | 12 | 16 | 15 | 14 | 14 | 16 | 12 | 14 | 16 | 13 | 14 | 10 | 10 | 11 | 12 | 14 | 16 | 16 | 15 | 17 | 16 | 17 | 18 | 18 | 18 | 19 | 19 | 19 | 18 | 19 | 18 | 18 | 17 | 15 | 17 | 17 |

Legenda:

Luogo: C = Casa; T = Trasferta. Risultato: V = Vittoria; N = Pareggio; P = Sconfitta.

### Statistiche dei giocatori
| Giocatore      | 2. Bundesliga | 2. Bundesliga | 2. Bundesliga | 2. Bundesliga | Coppa di Germania | Coppa di Germania | Coppa di Germania | Coppa di Germania | Totale   | Totale | Totale      | Totale     |
| Giocatore      | Presenze      | Reti          | Ammonizioni   | Espulsioni    | Presenze          | Reti              | Ammonizioni       | Espulsioni        | Presenze | Reti   | Ammonizioni | Espulsioni |
| -------------- | ------------- | ------------- | ------------- | ------------- | ----------------- | ----------------- | ----------------- | ----------------- | -------- | ------ | ----------- | ---------- |
| M. Balcerzak   | 36            | 1             | 3             | 0             | 3                 | 0                 | 1                 | 0                 | 39       | 1      | 4           | 0          |
| R. Balcerzak   | 0             | 0             | 0             | 0             | 0                 | 0                 | 0                 | 0                 | 0        | 0      | 0           | 0          |
| W. Balzereit   | 1             | 0             | 0             | 0             | 0                 | 0                 | 0                 | 0                 | 1        | 0      | 0           | 0          |
| H. Bittner     | 34            | 6             | 8             | 0             | 2                 | 0                 | 1                 | 0                 | 36       | 6      | 9           | 0          |
| K. Derow       | 27            | 0             | 0             | 0             | 3                 | 0                 | 1                 | 0                 | 30       | 0      | 1           | 0          |
| J. Dzieciol    | 23            | 3             | 2             | 0             | 2                 | 0                 | 1                 | 0                 | 25       | 3      | 3           | 0          |
| P. Enders      | 11            | 0             | 3             | 0             | 3                 | 0                 | 1                 | 0                 | 14       | 0      | 4           | 0          |
| J. Fleer       | 28            | 1             | 2             | 1             | 3                 | 0                 | 1                 | 0                 | 31       | 1      | 3           | 1          |
| W. Flüshöh     | 38            | 6             | 10            | 0             | 3                 | 0                 | 0                 | 0                 | 41       | 6      | 10          | 0          |
| J. Galbierz    | 19            | 0             | 1             | 0             | 0                 | 0                 | 0                 | 0                 | 19       | 0      | 1           | 0          |
| J. Heddinghaus | 21            | 3             | 6             | 0             | 2                 | 1                 | 1                 | 0                 | 23       | 4      | 7           | 0          |
| F. Herrndorf   | 13            | 0             | 2             | 0             | 0                 | 0                 | 0                 | 0                 | 13       | 0      | 2           | 0          |
| H. Knüwe       | 25            | 1             | 1             | 0             | 0                 | 0                 | 0                 | 0                 | 25       | 1      | 1           | 0          |
| T. Körber      | 11            | 0             | 1             | 0             | 2                 | 0                 | 0                 | 0                 | 13       | 0      | 1           | 0          |
| B. Laube       | 29            | 9             | 0             | 0             | 1                 | 0                 | 0                 | 0                 | 30       | 9      | 0           | 0          |
| G. Ockenfels   | 7             | 0             | 0             | 0             | 0                 | 0                 | 0                 | 0                 | 7        | 0      | 0           | 0          |
| U. Pallaks     | 33            | 14            | 4             | 0             | 3                 | 3                 | 1                 | 0                 | 36       | 17     | 5           | 0          |
| R. Siekmann    | 17            | 1             | 2             | 0             | 2                 | 0                 | 0                 | 0                 | 19       | 1      | 2           | 0          |
| V. Spazier     | 24            | 0             | 4             | 0             | 0                 | 0                 | 0                 | 0                 | 24       | 0      | 4           | 0          |
| K. Stremming   | 36            | 0             | 0             | 0             | 3                 | 0                 | 0                 | 0                 | 39       | 0      | 0           | 0          |
| D. Suchanek    | 14            | 0             | 2             | 0             | 3                 | 0                 | 1                 | 0                 | 17       | 0      | 3           | 0          |
| M. Wehmeier    | 33            | 5             | 13            | 0             | 3                 | 0                 | 1                 | 0                 | 36       | 5      | 14          | 0          |